# Stopanska banka
Stopanska banka (mak. Стопанска банка АД - Скопје, hrv. Stopanska banka d.d. - Skopje) je makedonska poslovna banka te jedna od najvećih u zemlji. Osnovana je 1989. godine a posluje kroz segmente kao što su građansko, korporativno i investicijsko bankarstvo.
Banku je 2000. kupila grčka globalna banka National Bank of Greece čime je postala njezina većinska vlasnica. Tijekom 2010. kupljeno je dodatnih 20% dionica na skopjanskoj burzi vrijednosnica čime je udio vlasništva povećan na 95%. Prema neslužbenim izvorima, udjeli su kupljeni od Europske banke za obnovu i razvoj (EBRD) i Svjetske bankarske grupacije.

## Vanjske poveznice
Službene web stranice banke